# Euphyia aggregata
Euphyia aggregata är en fjärilsart som beskrevs av Walker 1862. Euphyia aggregata ingår i släktet Euphyia och familjen mätare. Inga underarter finns listade i Catalogue of Life.